# Mazarinettes
Les Mazarinettes étaient les sept nièces du cardinal Jules Mazarin, principal ministre de la France pendant l'enfance du roi Louis XIV. Il les fit venir d'Italie, ainsi que trois de ses neveux, entre 1647 et 1653. Par la suite, il arrange des mariages avantageux pour ces dernières avec des princes français et italiens influents. Pour vaincre les réticences aristocratiques à ces unions, le cardinal leur accorde généreusement des dots très importantes.
Ces dernières étaient les filles des sœurs de Mazarin, Laura Margherita et Geronima :
- Laura Mancini (1636–1657), elle épouse Louis de Vendôme et devient duchesse de Mercœur à partir de 1651 ;
- Anne Marie Martinozzi (1637–1672), elle épouse Armand de Bourbon et devient princesse de Conti à partir de 1654 ;
- Olympe Mancini (1638–1708), elle épouse Eugène Maurice de Savoie et devient comtesse de Soissons à partir de 1657 ;
- Laura Martinozzi (1639–1687), elle épouse Alfonso IV d'Este et devient duchesse de Modène et de Reggio à partir de 1658 ;
- Marie Mancini (1639–1715), elle épouse Lorenzo Onofrio Colonna et devient princesse Colonna à partir de 1661 ;
- Hortense Mancini (1646–1699), elle épouse Armand-Charles de La Porte de La Meilleraye et devient duchesse de Mazarin à partir de 1661 ;
- Marie Anne Mancini (1649–1714), elle épouse Godefroy Maurice de La Tour d'Auvergne et devient duchesse de Bouillon à partir de 1662.

Portraits
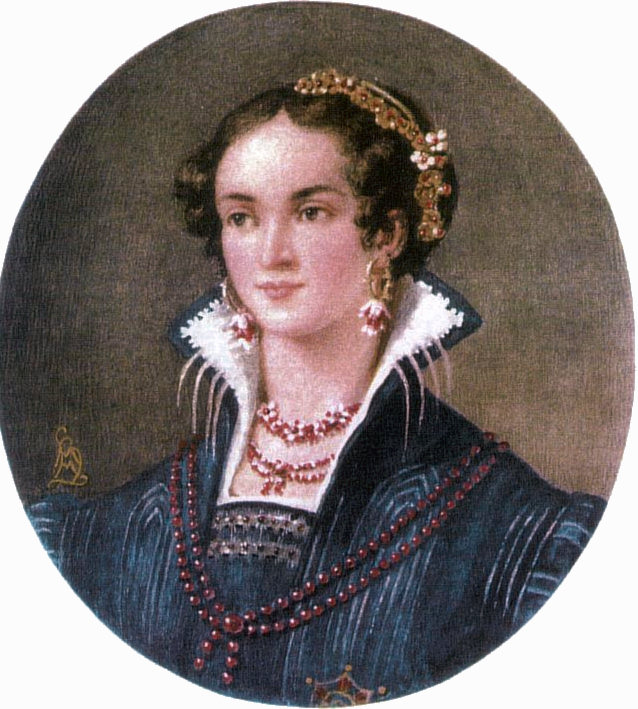
Laura Martinozzi.
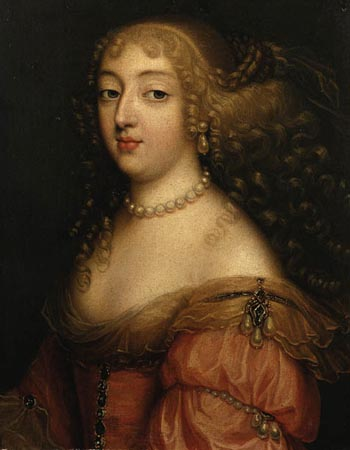
Laura Mancini.
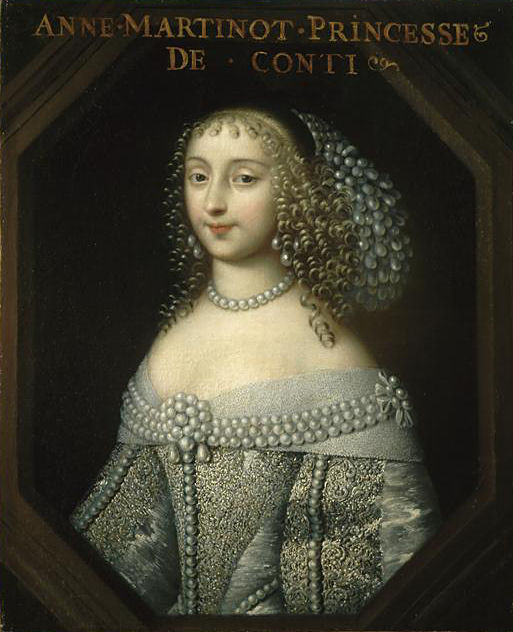
Anne Marie Martinozzi.
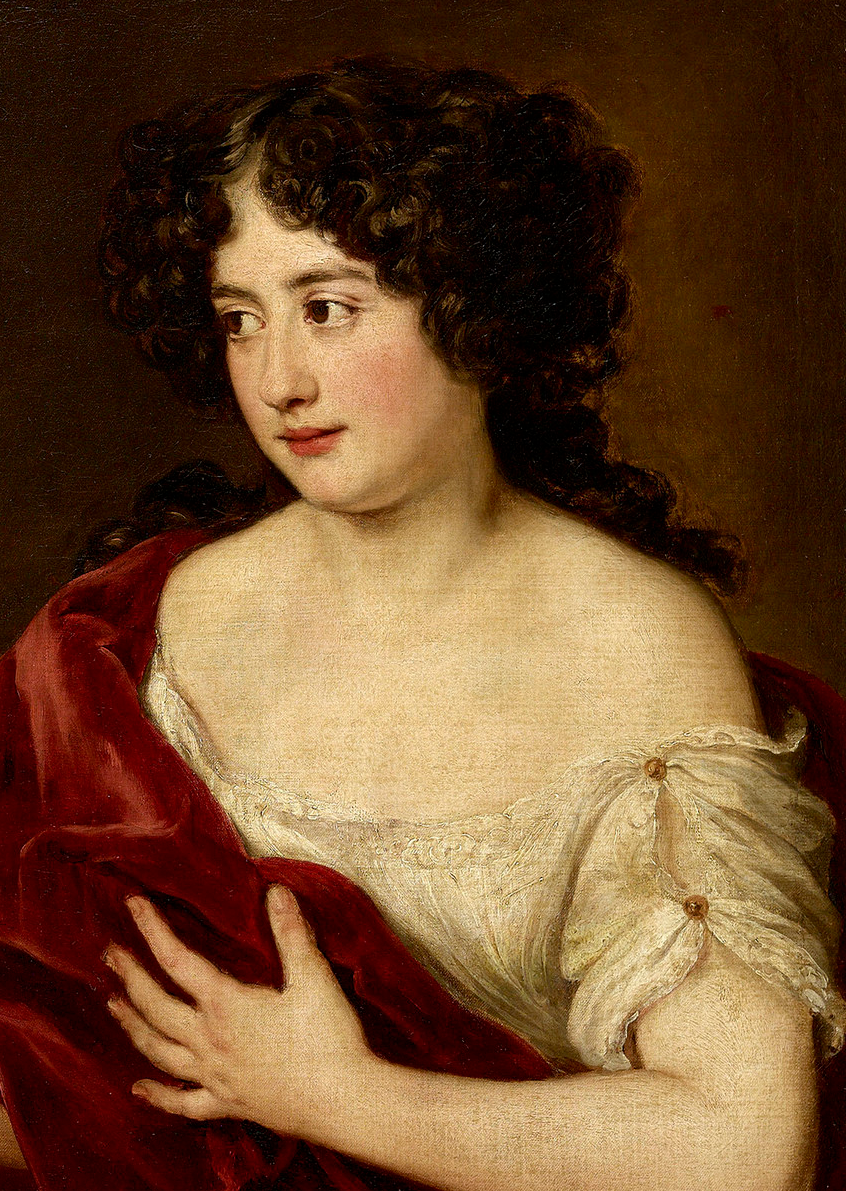
Marie Mancini.
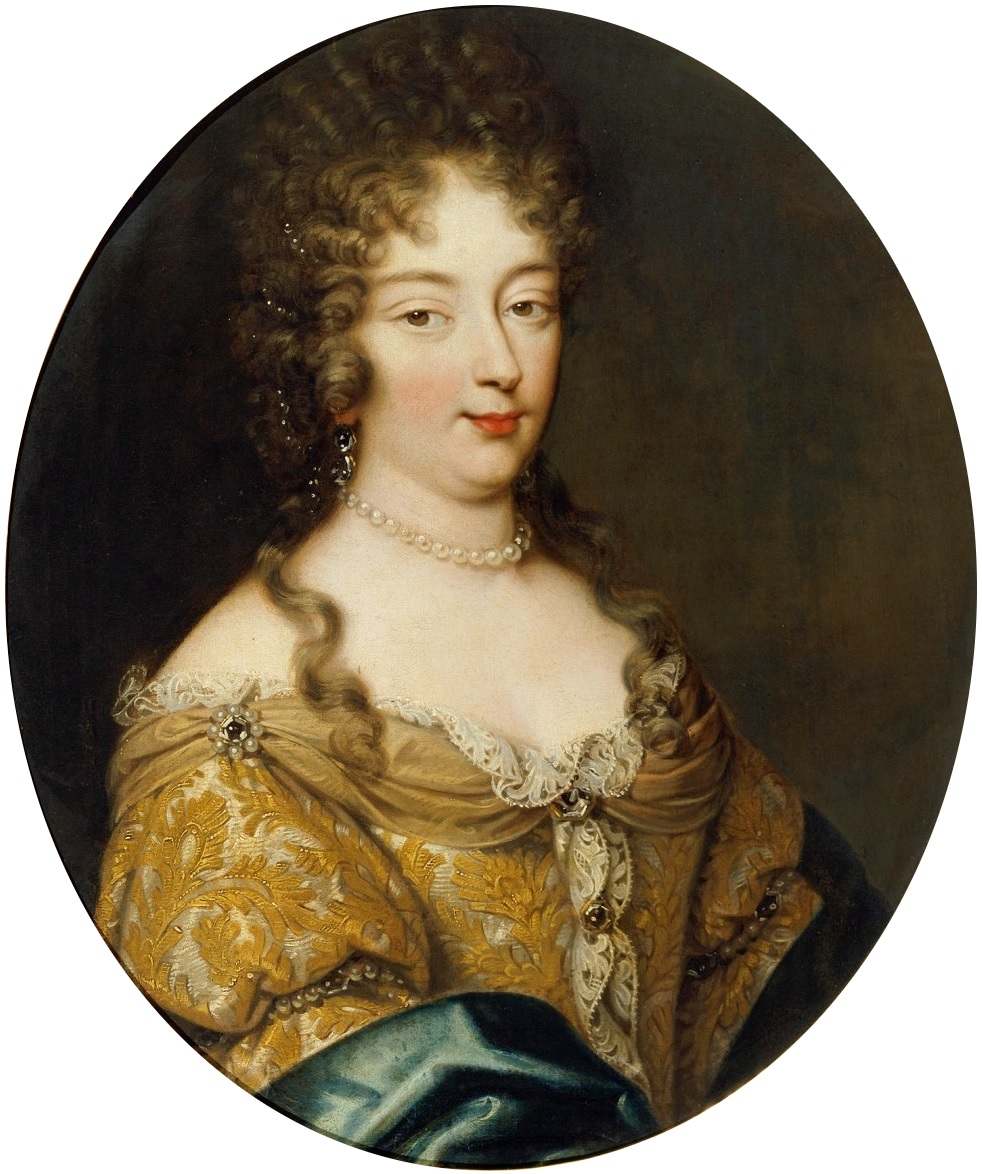
Olympe Mancini.
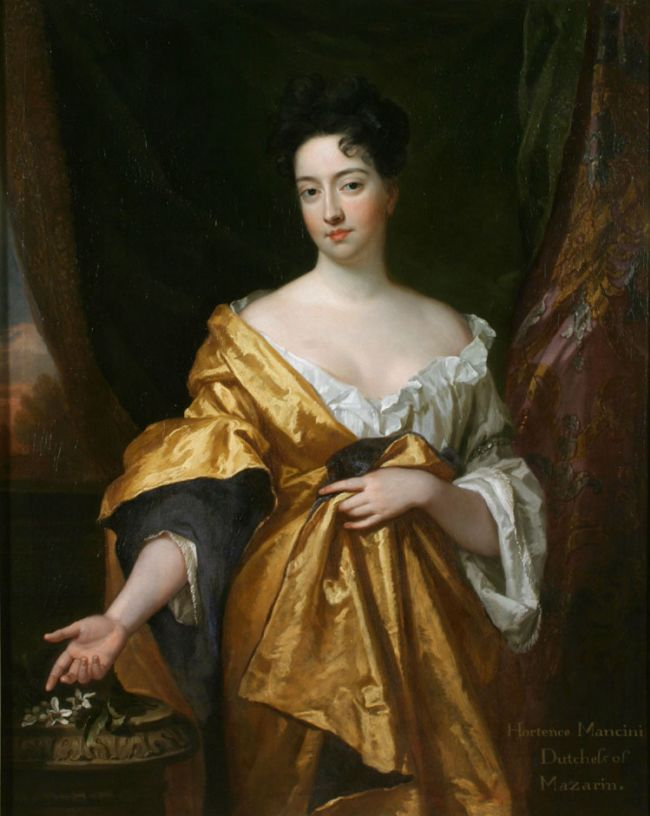
Hortense Mancini.
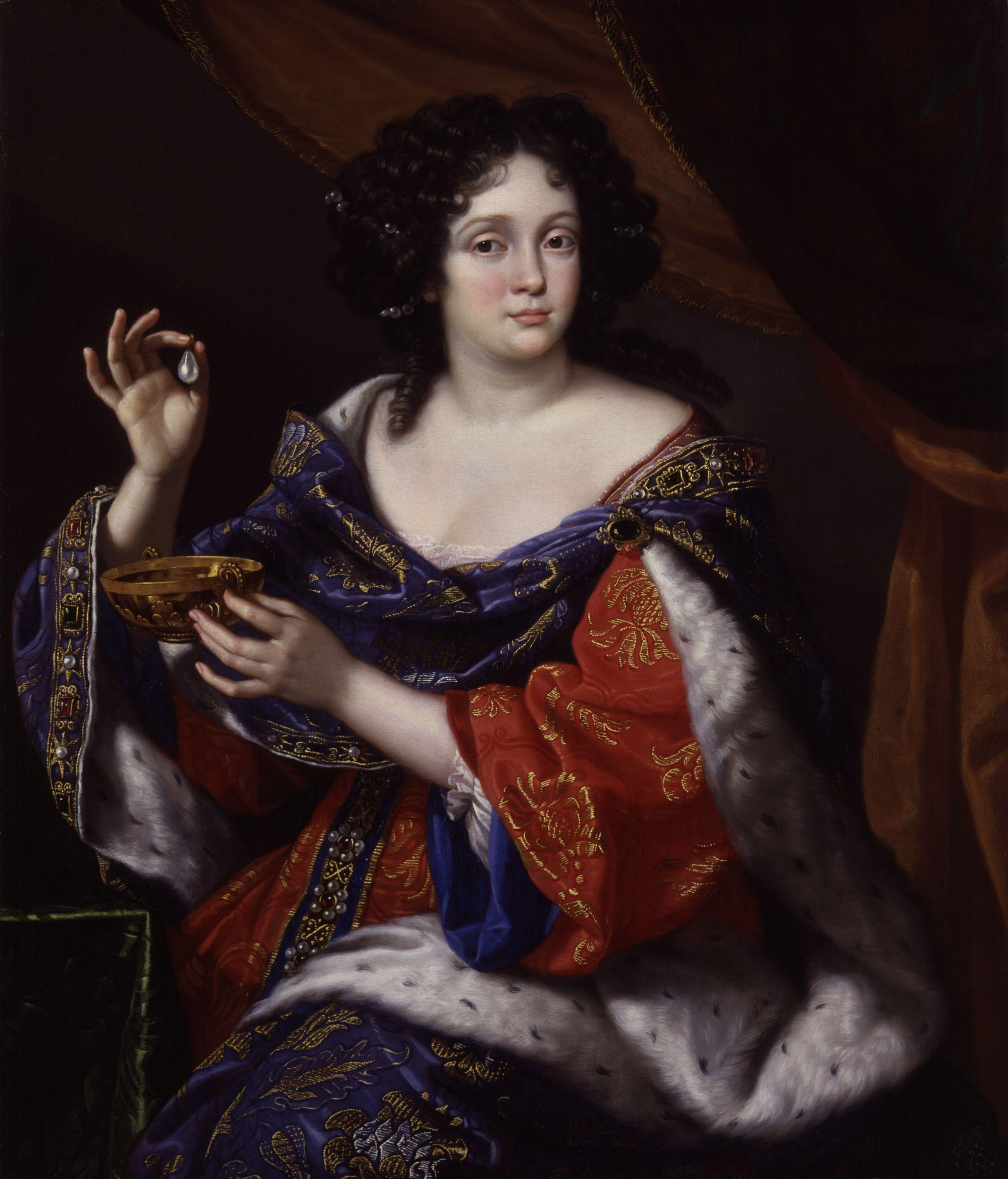
Marie Anne Mancini.

Arrivées en France à différents moments, ces filles ont entre sept et treize ans au moment de leur installation. Leur oncle, le cardinal Mazarin, avait demandé leur présence à la Cour de France pour plusieurs raisons. Premièrement, il en avait assez d'être entouré de nobles français et de courtisans à qui il ne pouvait pas faire confiance. Il voulait pouvoir se reposer et se confier à des membres de sa propre famille. Deuxièmement, il désirait utiliser ses neveux et nièces pour consolider sa postérité dans l'histoire et la société françaises. En tant qu'homme d'Église, il n'avait lui-même pas d'enfant légitime pour mener à bien ce dessein.
À leur arrivée à Paris, Anne d'Autriche, la mère du jeune Louis XIV, prend ces filles sous sa protection. Elle autorise même les plus jeunes à être éduquées en compagnie du roi et de son jeune frère, Philippe, au Palais-Royal. En leur accordant cette faveur, elle plaçait ces jeunes filles au même rang que les princesses de sang.
Lorsqu'elles sont présentées pour la première fois à la Cour de France, le maréchal de Villeroy dit à l'oncle du roi, Gaston de France, duc d'Orléans :

« Voilà des petites demoiselles qui présentement ne sont point riches, mais qui bientôt auront de beaux châteaux, de bonnes rentes, de belles pierreries, de bonne vaisselle d'argent, et peut-être de grandes dignités […] »

À Paris, les Mazarinettes se font rapidement remarquer en raison de leur apparence. Dans un milieu où la peau pâle et un visage sévère étaient considérés comme un idéal de beauté, ces filles italiennes au teint plus sombre et plus expansives ne laissent pas indifférent.
Une des nombreuses Mazarinades, pamphlets et satires contre Mazarin, publiées en France entre 1648 et 1653, décrivait les nièces du cardinal de la façon suivante :
| « Elles ont les yeux d'un hibou, L'écorce blanche comme un chou, Les sourcils d'une âme damnée, Et le teint d'une cheminée » |

Dans d'autres Mazarinades elles sont surnommées « princesses de terre » et « serpents nauséabonds ». 
Protégées par leur oncle, la vie de ces femmes était souvent le reflet des fortunes diverses du cardinal. Pendant la Fronde, elles sont forcées à deux reprises de quitter Paris et de partir en exil. Après que la révolte eut été écrasée, le cardinal Mazarin assura leur avenir et leur sécurité en leur choisissant des maris fortunés et en leur offrant nombre de cadeaux de mariage.

## Sources et bibliographie
- Pierre Combescot, Les petites Mazarines, Paris, Grasset, 1999 (ISBN 978-2-246-47761-7, LCCN 00299087)
- Paul Guth, Mazarin, Paris, Flammarion, 1999, 811 p. (ISBN 2-08-067922-8), p. 637−670, réédition de l'ouvrage de 1972
- Jacques Hillairet, Les Mazarinettes ou, Les sept nièces de Mazarin, Paris, Éditions de Minuit, 1976 (ISBN 978-2-7073-0138-3, LCCN 77481235)
- (de) Amédée Renée, Die Nichten Mazarin's. Studien der Sitten und Charaktere im 17. Jahrhundert, Dresde, Rudolf Kuntze, 1858 (lire en ligne)
- (en) Paul de Saint-Victor, « Les Mazarines », Revue du XIXe siècle, vol. 4,‎ 1867, p. 323−331
- (en) Guy Jean Raoul Eugène Charles Emmanuel de Savoie-Carignan, The seven richest heiresses of France, Londres, J. Long, 1911 (lire en ligne)
- Evelyne Lever, Les princesses Mazarines, la gloire du cardinal, Paris, Tallandier, 2025 (ISBN 979-10-210-6526-0)